# Gutschmid (Adelsgeschlecht)
Gutschmid ist der Name eines sächsischen Adelsgeschlechts, das mit der Verleihung des Reichsadels gleichzeitig in den Reichsfreiherrenstand erhoben worden ist. In männlicher Linie ist dieses Adelsgeschlecht in der ersten Hälfte des 20. Jahrhunderts erloschen.

## Geschichte
Der Stammvater des Geschlechts ist der Pfarrer Martin Gutschmid (1653–1720) aus Uetz bei Potsdam.
Am 20. Oktober 1765 erfolgte in Wien die Verleihung des Reichsadels- und Reichsfreiherrentitels durch Kaiser Joseph II. an den aus Kahren bei Cottbus stammenden Enkel- und  Pfarrerssohn, den damaligen kursächsischen Geheimen Assistenzrat Christian Gotthelf Gutschmid. Die Anerkennung des Titels im Kurfürstentum Sachsen fand am 30. Dezember 1769 statt. Die Vertreter dieses Adelsgeschlechts waren lutherisch.

## Wappen
Blasonierung: Schild geteilt, oben in Silber ein aus der Teilungslinie aufwachsender, geharnischter Arm, welcher in der Faust einen grünen Lorbeerkranz nach oben hält, unten blau. Auf den zwei Helmen mit blau–silbernen Helmdecken rechts das Schildbild, links ein offener silberner (oder auch blauer) Flug, jeweils mit zwei einwärts geneigten blauen (oder auch silbernen) Schrägbalken belegt. Schildhalter zwei natürliche Leoparden.

## Bekannte Familienmitglieder
- Christian Gotthelf von Gutschmid (1721–1798), sächsischer Theologe, Pädagoge und Politiker
- Johann Wilhelm von Gutschmid (1761–1830), sächsischer Konferenzminister und Geheimer Rat
- Sigismund von Gutschmid (1762–1812), sächsischer Generalleutnant
- Georg Adolph von Gutschmid (1764–1825), sächsischer Berghauptmann
- Alexander von Gutschmid (1789–1829), sächsischer Amtshauptmann
- Alfred von Gutschmid (1831–1887), deutscher Historiker und Orientalist
- Felix von Gutschmid (1843–1905), deutscher Diplomat und Botschafter in Tokio